# 윤상 2 (PART 1)
《YOONSANG 2 - PART 1》은 대한민국의 작곡가 겸 가수 윤상의, 두 번째 앨범의 Part 1이다. 더블앨범으로 제작되어 Part 2가 1년의 시차를 두고 따로 발매되었다.

## 앨범
해당 음반의 타이틀 곡 이었던 〈가려진 시간 사이로〉에 대해서 1992년 당시 그는 "요즘 대중가요 가운데 어른들의 사랑이야기는 많지만 어린 시절의 사랑이야기는 찾기 어렵다. 그래서 국민학교 시절, 사랑인지 뭔지 잘 모르던 시절의 이성에 얽힌 이야기를 담았다."라고 소개했다.
한편 윤상은 본래 이 앨범을 끝으로 가수로서의 활동은 끝내고 다음 앨범부터는 본업인 작곡가 겸 베이시스트로 돌아가며 객원 보컬을 기용하는 체제로 음반작업을 진행하기도 했다.

## 수록곡
| #             | 제목                   | 작사          | 작곡          | 재생 시간 |
| ------------- | ---------------------- | ------------- | ------------- | --------- |
| 1.            | 〈그래도 안녕〉        | 박주연        | 윤상          | 3:52      |
| 2.            | 〈가려진 시간 사이로〉 | 박주연        | 윤상          | 3:56      |
| 3.            | 〈너에게〉             | 박창학        | 윤상          | 4:10      |
| 4.            | 〈넌 쉽게 말했지만〉   | 윤상          | 윤상          | 4:10      |
| 5.            | 〈마지막 내게〉        | 김경아        | 심상원        | 4:21      |
| 6.            | 〈끝으로 향한 이야기〉 | 배영진        | 윤상          | 3:58      |
| 7.            | 〈다시 얘기를 해줘〉   | 박주연        | 윤상          | 4:05      |
| 8.            | 〈나의 꿈속에서〉      | 윤상          | 윤상          | 4:27      |
| 총 재생 시간: | 총 재생 시간:          | 총 재생 시간: | 총 재생 시간: | 32:53     |

## 참여
이 목록은 해당 앨범의 부클릿 〈staff〉목록에서 발췌하였다.
- 윤상 - 프로듀서, 편곡
- 박창학 - 프로듀서
- 김국현 - 녹음, 믹싱
- 김동인, 김종욱, 한제석 - 녹음
- 이영경 - 피아노
- 유대연 - 첼로(7)
- 최태완 - 전자 피아노, 무그(1, 4)
- 김원용 - 색소폰(2)
- 심상원 - 바이올린, 전자 피아노, 현악, 무그 베이스, 무그(1, 5)
- 장혜진, 신윤미 - 코러스
- 조세현 - 사진
- 김광수(EOS sound) - 이그제큐티브 프로듀서